# 賀田金三郎
賀田 金三郎（かだ きんざぶろう、安政4年9月16日/グレゴリオ暦 1857年11月2日 - 1922年7月4日）は、日本の実業家である。日本統治時代の台湾における実業界の大物。相場師「賀田金」としても知られる。

## 人物・来歴

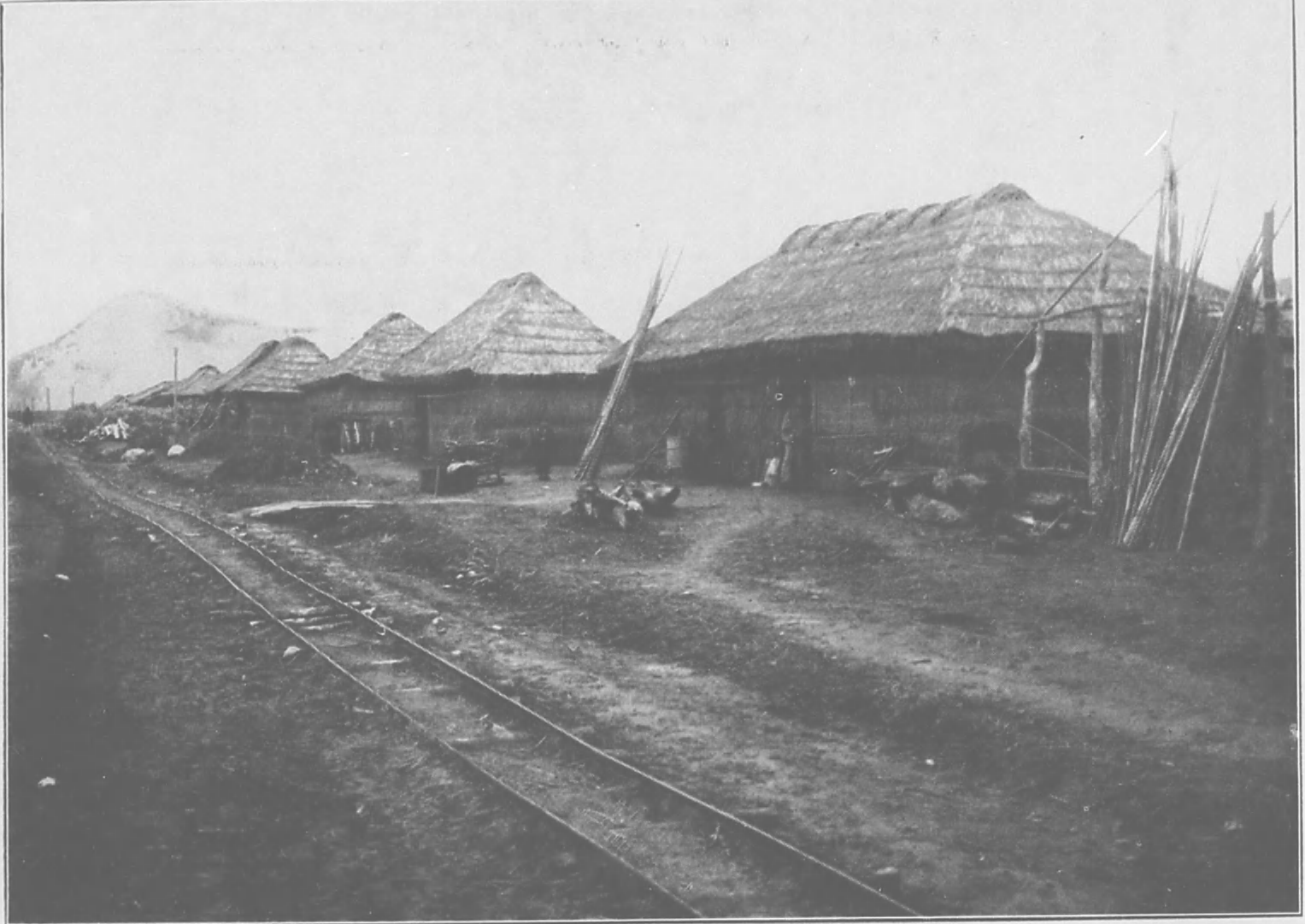
賀田村（1908年）。1904年に入植し、台湾初の日本人移民村となった。福島県人300人、愛媛県人400人、台湾人800人、原住民タロコ族300人で開墾にあたったが、たびたびタロコ族の襲撃に遭い、百人以上が亡くなった。現在の花蓮県壽豐郷平和村呉全に開拓記念碑がある。入植から4年半で閉村した

1857年11月2日（安政4年9月16日）、長門国萩（現在の山口県萩市）の札差商家に生まれる。漢学を学び、やがて家業を継ぐ。
1885年（明治18年）、東京に移り、藤田伝三郎の藤田組（藤田財閥）に入社する。その後、大倉喜八郎の大倉組（大倉財閥）に移り、同社広島支店長を経て、1895年（明治28年）に日清戦争が終結すると、同社台湾総支配人に就任する。台湾統治初期のインフラ整備需要を利用し、1897年（明治30年）には、台湾で大倉喜八郎・山下秀実らと駅伝社設立し、台湾での郵便や国庫金の逓送、苦力供給などを業務とする交通業を手がける。翌1898年（明治31年）には小野田セメントの台湾における一手販売契約を結ぶ。同社の経営から台湾総督府の信任を得、1899年5月に土木建築請負業「賀田組」を設立して独立し、台湾各地で用達、建築業、運送業、鉄道建設や港湾事業を行うなど、日露戦争中に陸海軍用達業に従事して巨利を収めた。さらに台湾総督府から2万町歩の土地の払い下げを受け、現在の花蓮県寿豊郷に賀田村という農場村も造成して農場経営にも乗り出し、後には台湾銀行・台湾製糖などの大企業の創立に関与するほど台湾財界人としての成功を収めた。
1907年（明治40年）4月に大倉組皮革製造所、桜組、東京製皮、今宮製革所が合併して日本皮革（現在のニッピ）が設立されると、甥の田畑健造とともに、取締役に名を連ねる。1910年（明治43年）7月、甥の田畑が福宝堂を設立したが、この本社所在地は、賀田が所長を務めた製架機械製造所の土地であった。
1910年の日韓併合後は、朝鮮半島も事業領域とした。賀田は台湾の砂糖を朝鮮で販売しようと1907年頃から朝鮮に企業活動の重点を置き、鉱山開発・皮革業・精米・電気・鉄道・造林などの多様な投資活動を行なった。
1907年ごろから相場界に入り、1911年に米の買い占めで巨利を得る。1912年（明治45年）武蔵電気鉄道、東京急行電鉄の取締役就任。1914年発行の『当世名士縮尻り帳』によると、米相場で巨富を得るも2年続きの不景気により財産差し押さえとなり、麻布の宏大な邸宅も担保に入ったという。
1922年（大正11年）7月4日、死去した。満64歳没。朝鮮の事業は婿養子の賀田直治が継いだ。長男の以武（1894年生）は、東京高等師範学校附属中学校を経て早稲田大学商科を卒業、台湾総督を務めた伯爵佐久間左馬太の孫娘を妻とし、賀田組代表社員、萩製絲代表取締役のほか、関連会社の役員を務めた。